# Schefflera karsteniana
Schefflera karsteniana är en araliaväxtart som först beskrevs av Élie Marchal, och fick sitt nu gällande namn av Hermann August Theodor Harms. Schefflera karsteniana ingår i släktet Schefflera och familjen araliaväxter.
Artens utbredningsområde är Venezuela. Inga underarter finns listade.